# Championnat d'Ouganda de football 1987
Navigation
Édition précédente Saison 1989
La saison 1987 du Championnat d'Ouganda de football est la dix-huitième édition du championnat de première division ougandais. Douze clubs ougandais prennent part au championnat organisé par la fédération. Les équipes rencontrent deux fois leurs adversaires, à domicile et à l'extérieur. En fin de saison, les deux derniers du classement sont relégués.
C'est le tenant du titre, Villa SC, qui remporte à nouveau la compétition cette saison après avoir terminé en tête du classement final, avec neuf points d'avance sur Express FC. C'est le quatrième titre de champion d'Ouganda de l'histoire du club.

## Participants
- Maroons FC
- Nile Breweries FC
- Villa SC
- Kampala City Council
- Nsambya Old Timers FC
- Blue Bats FC - Promu de D2
- Uganda Commercial Bank FC
- Express FC
- Coffee SC
- Airlines FC
- Buikwe FC
- Bank of Uganda FC

## Compétition

### Classement
Le classement est établi sur le barème de points classique : victoire à 2 points, match nul à 1, défaite à 0.
| Rang | Équipe                    | Pts | J  | G  | N | P  | Bp | Bc | Diff |
| ---- | ------------------------- | --- | -- | -- | - | -- | -- | -- | ---- |
| 1    | Villa SCT                 | 39  | 22 | 17 | 5 | 0  | 56 | 13 | +43  |
| 2    | Express FC                | 30  | 21 | 11 | 8 | 2  | 38 | 14 | +24  |
| 3    | Kampala City CouncilC     | 28  | 21 | 13 | 2 | 6  | 43 | 20 | +23  |
| 4    | Airlines FC               | 27  | 21 | 11 | 5 | 5  | 37 | 29 | +8   |
| 5    | Nsambya Old Timers FC     | 22  | 21 | 8  | 6 | 7  | 29 | 26 | +3   |
| 6    | Blue Bats FCP             | 20  | 21 | 6  | 8 | 7  | 20 | 27 | -7   |
| 7    | Nile Breweries FC         | 20  | 22 | 7  | 6 | 9  | 22 | 32 | -10  |
| 8    | Buikwe FC                 | 19  | 21 | 8  | 3 | 10 | 25 | 28 | -3   |
| 9    | Bank of Uganda FC         | 19  | 22 | 7  | 5 | 10 | 23 | 29 | -6   |
| 10   | Coffee SC                 | 17  | 22 | 5  | 7 | 10 | 20 | 30 | -10  |
| 11   | Uganda Commercial Bank FC | 15  | 22 | 4  | 3 | 15 | 16 | 49 | -33  |
| 12   | Maroons FC                | 6   | 22 | 1  | 4 | 17 | 13 | 54 | -41  |

|  | Qualification pour la Coupe des clubs champions africains 1988 et la Coupe CECAFA des clubs 1988 |
|  | Qualification pour la Coupe des Coupes 1988                                                      |
|  | Relégation en deuxième division                                                                  |
|  | T : Tenant du titre C : Vainqueur de la Coupe d'Ouganda P : Promu de D2                          |

- Les matchs manquants n'ont apparemment jamais été disputés.

## Bilan de la saison
| Championnat d'Ouganda de football 1987                             |                           |
| Champion                                                           | Villa SC (4e titre)       |
| Coupes et trophées                                                 |                           |
| Vainqueur de la Coupe d'Ouganda 1987                               | Kampala City Council      |
| Qualifications continentales                                       |                           |
| Coupe des clubs champions africains 1988                           | Villa SC                  |
| Coupe d'Afrique des vainqueurs de coupe de football 1988           | Kampala City Council      |
| Coupe CECAFA des clubs 1988                                        | Villa SC                  |
| Promotions et relégations                                          |                           |
| Promus en Championnat d'Ouganda de football                        | State House FC            |
| Promus en Championnat d'Ouganda de football                        | Uganda CI FC              |
| Promus en Championnat d'Ouganda de football                        | Tobacco Bugembe           |
| Relégués en Championnat d'Ouganda de football de deuxième division | Uganda Commercial Bank FC |
| Relégués en Championnat d'Ouganda de football de deuxième division | Maroons FC                |